# Beto Alonso
Norberto Osvaldo Alonso (Florida, Buenos Aires, 4 de enero de 1953), más conocido como «Beto» Alonso, es un exfutbolista argentino.
Se destacó principalmente en Club Atlético River Plate, y también jugó en Olympique de Marsella y Vélez Sarsfield, siendo considerado uno de los más importantes talentos surgidos de Argentina.
En el club millonario ganó la Copa Libertadores y la Copa Intercontinental, ambas en el año 1986, además de lograr en siete oportunidades el Campeonato de Primera División, incluyendo un bicampeonato y un tricampeonato. Por estos méritos, es considerado como uno de los máximos ídolos del club.
Zurdo, armador de juego y goleador, jugaba generalmente como volante ofensivo o enganche, posición de la que fue uno de sus grandes exponentes. Conformó junto con Diego Maradona y Ricardo Bochini la trilogía de los más destacados «número 10» del fútbol argentino durante los años setenta y ochenta.
Se consagró campeón del mundo con la selección argentina, tras la conquista de la Copa Mundial de la FIFA en 1978.
Fue nombrado como el segundo mejor futbolista sudamericano en el mundo de 1975, y en 1989 la revista especializada El Gráfico, en motivo de su 70.º aniversario, lo ubicó cuarto entre los jugadores más virtuosos en la historia del fútbol argentino detrás de Maradona, José Manuel Moreno y Ángel Clemente Rojas.
En febrero de 2023 fue nombrado embajador deportivo de River Plate.

## Orígenes y formación futbolística

### Biografía
Nació en Florida, partido de Vicente López, en la provincia de Buenos Aires el 4 de enero de 1953, pero vivió su infancia en Los Polvorines, partido de Malvinas Argentinas, donde encaró su carrera profesional jugando en los potreros de la localidad.

### Inicios en el fútbol
Llegó a River Plate a los nueve años, de la mano de Carlos Palomino, delegado de las divisiones inferiores que se encargaba de organizar partidos en barrios para encontrar talentos.
En sus comienzos actuaba como wing izquierdo, hasta que encontró su posición de volante ofensivo, posición que lo distinguía mejor debido a su calidad con la pelota.

## Trayectoria en clubes

### Primer etapa en River (1971-1976)

#### Debut y primeros pasos
De la mano del técnico riverplatense en aquel entonces, Waldir Pereira «Didi», hizo su estreno no oficial contra Chaco For Ever en un amistoso jugado en 1970.
Entrado en 1971, debutó por el Campeonato Metropolitano el 8 de agosto, a los 18 años. Fungió en la posición del lesionado Oscar Más, actuando como titular, pero sería más tarde reemplazado por Carlos Morete, en la derrota frente a Atlanta por dos goles a uno en Villa Crespo.
Convirtió su primer gol cinco fechas más tarde, ante Chacarita Juniors, en el empate a dos de visitante.

#### Consolidación como pilar del equipo

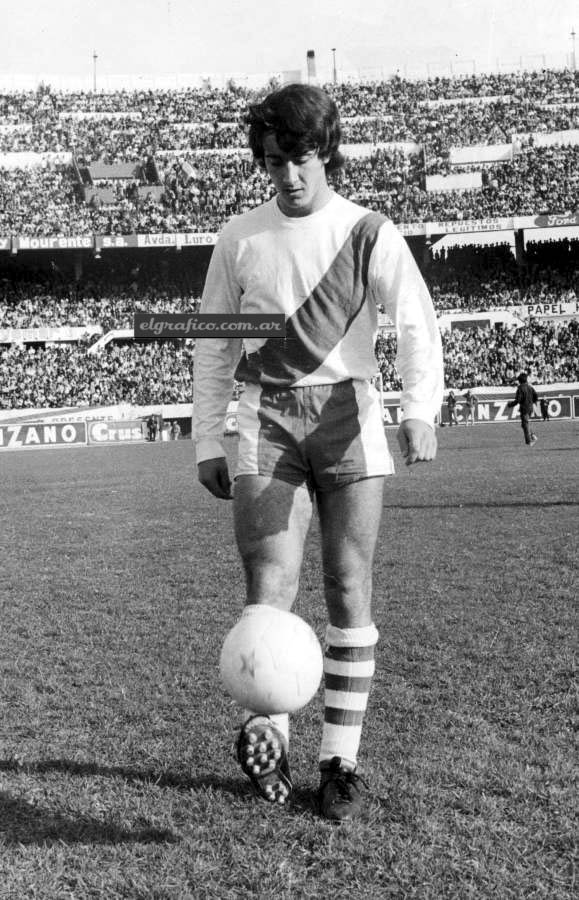
Alonso durante el Campeonato Metropolitano de 1972.

Su primer estelar actuación como jugador fue en la victoria 5-3 ante Vélez Sarsfield. El Beto convirtió tres goles en el triunfo de River, que había arrancado ganando, pero más tarde fue remontado parcialmente 2-3. Sería, sin embargo, un torneo irregular del conjunto millonario.
En el segundo semestre, tuvo uno de sus más recordados partidos ante Independiente, en un 7-2 a favor en el Estadio Monumental. Alonso convirtió dos goles, y uno de ellos se recuerda como "el gol que Pelé no pudo hacer": corriendo desde la izquierda hacia el centro, y ganándole la espalda a los defensores, seguía un pase de Jorge Dominichi. El arquero Miguel Ángel Santoro se encontraba adelantado, y él corrió por el lado contrario de la pelota, para luego ir a buscarla dando una vuelta alrededor del arquero rival que, mareado, no pudo evitar que Alonso, tocándola apenas, la metiera en la red.
Pese al nivel del Beto durante aquel año, River no logró salir campeón, tras finalizar cuarto en el Metropolitano, torneo donde fue el segundo goleador del equipo, y subcampeón en el Nacional. Convirtió doce y nueve tantos respectivamente, que cerraron un año muy destacado a nivel individual.
En el Metropolitano de 1973 River finalizó quinto, sin grandes destellos de Alonso. Aun así, logró marcarle a Boca Juniors en el superclásico, en la victoria 2-1. 
Tras la disputa de la zona "A" del Nacional, River clasificó a la rueda final junto a San Lorenzo, Rosario Central y Atlanta. River nuevamente quedaría segundo, tras ganar, perder, y empatar, respectivamente.

#### Fin de la sequía de títulos actuando como figura
Dejando atrás un 1974 olvidable, al año siguiente asume Ángel Labruna en River. La designación del ídolo riverplatense fue fundamental para Alonso: tras presentársele la opción de intercambiarlo con el brasileño Rivelino, Labruna insistió en quedarse con el mediapunta argentino, y le dio sus frutos: con veinte goles durante el Metropolitano, fue el segundo máximo goleador del equipo, detrás de Carlos Morete, y el cuarto máximo goleador del campeonato.

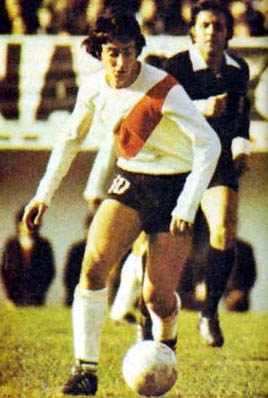
Alonso en 1975.

Diversas actuaciones durante la primera rueda denotan al Beto como la figura del River campeón que cortó los 18 años sin títulos. Entre sus más destacadas, el doblete ante Vélez en la segunda fecha, el tanto de la victoria ante Huracán —que terminaría siendo el subcampeón—, y el gol de tiro libre ante Boca en condición de visitante. Sin embargo, de cara a los desquites, el conjunto millonario empeora su rendimiento, y es allí cuando surgiría el partido clave del torneo.
Tras insultar al juez de línea y ser sancionado con seis fechas, Alonso vuelve al rodaje en la antepenúltima jornada. El 3 de agosto, River se enfrentaba a San Lorenzo y, ganando, quedaba al borde de la consagración, tras cuatro fechas sin victorias que mantenían el torneo en suspenso. Con sus dos goles, River se impuso 2-0 y confirmó una fecha después la conquista.
Durante el Torneo Nacional y en una nueva conquista de River, Alonso firma siete tantos más y, nuevamente, se posiciona en el segundo lugar en la tabla de goleadores del equipo. Con 27 goles en el año, fue reconocido por el diario El Mundo como el segundo mejor futbolista sudamericano del año por detrás del defensa chileno Elías Figueroa, y superando en la votación oficial a figuras como Fernando Morena de Peñarol, Nelinho y Jairzinho de Cruzeiro, Ricardo Bochini de Independiente, Teófilo Cubillas del Porto y Rivelino del Fluminense, entre otros.
Ya en 1976, anota ante Portuguesa de Venezuela en el 4-1 por la fase de grupos de la Copa Libertadores. River terminaría llegando a la final del torneo continental, perdiendo 3-2 el partido desempate frente a Cruzeiro, y tras un Metropolitano que resulta en la obtención de un cuarto puesto, cierra su primera etapa en River con 72 goles, producto de 184 partidos.

### Olympique de Marsella (1976-1977)
Tras haber sido operado de los meniscos, Alonso es transferido a Francia para jugar en el Olympique de Marsella, a cambio de 330.000 dólares. Durante esta etapa, donde estuvo dos veces lesionado, jugó veinte partidos y convirtió cuatro goles en cuatro meses. Aduciendo un bajo contrato y con la intención de volver a ser convocado a la selección, ya que el entrenador César Luis Menotti no convocaba a jugadores del extranjero, regresó al país.

### Segunda etapa en River (1977-1981)

#### Regreso de Francia y retome del carácter goleador

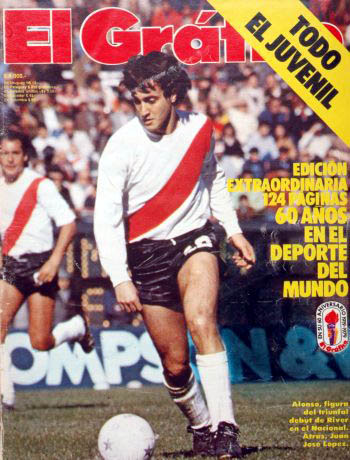
En la tapa de El Gráfico en 1978.

Tras finalizar la temporada con el conjunto francés, fue contactado por un allegado de Alberto J. Armando, que le explayó el deseo del entonces presidente de Boca Juniors de que jugase para el club, pero rechazó el ofrecimiento y pactó su regreso al millonario para la disputa del Torneo Nacional, en el cual anotó seis goles que lo posicionaron como el máximo anotador del equipo.
A pesar de tener un excelente arranque goleador en 1978, River no se mantuvo con chances de cara a la recta final del Metropolitano, dado que sus figuras estuvieron ausentes durante gran parte del mismo debido a la disputa de la Copa del Mundo, entre ellas Alonso.
Recién volvió a estar disponible para el segundo torneo del año. Anotó el gol que le dio el pase a la final a su equipo frente a Unión de Santa Fe, pero perdió con Independiente en la final, y de la mano de la caída en la Copa Libertadores en segunda fase unos meses antes, River se quedó con las manos vacías. 
El rendimiento del Beto, no obstante, fue descomunal: anotó 23 veces en 31 encuentros de liga, disputados en un lapso únicamente de seis meses, y siendo el máximo artillero del equipo en ambos torneos, con quince en catorce partidos, y ocho en 17, respectivamente.

#### Vuelta a las consagraciones
A pesar de sus cada vez más crónicas lesiones en la rodilla, fue figura del River que bicampeonó en 1979, al ganar el Campeonato Metropolitano y el Nacional.
Brilló en la semifinal del primer torneo, disputada contra su verdugo del certamen anterior, Independiente. Anotó tres goles en la serie, dos en la ida para la victoria 4-3, y el restante en el desquite, ganando 2-1 como visitante. En la final ante Vélez, marcó el tanto inicial en la vuelta, que dio el puntapié a la goleada 5-1 que cerró el global de aquella cita, tras la victoria en el primer partido. Con ocho goles, se estableció en lo más alto de la tabla de goleadores de River.
En el tramo complementario del año tuvo una participación más discreta, pero apareció nuevamente en la final, marcando el único gol de la serie ante Unión, al último minuto. Aquel tanto le concedería el título a River, que tras empatar a cero en la vuelta, se benefició de la regla del gol de visitante.

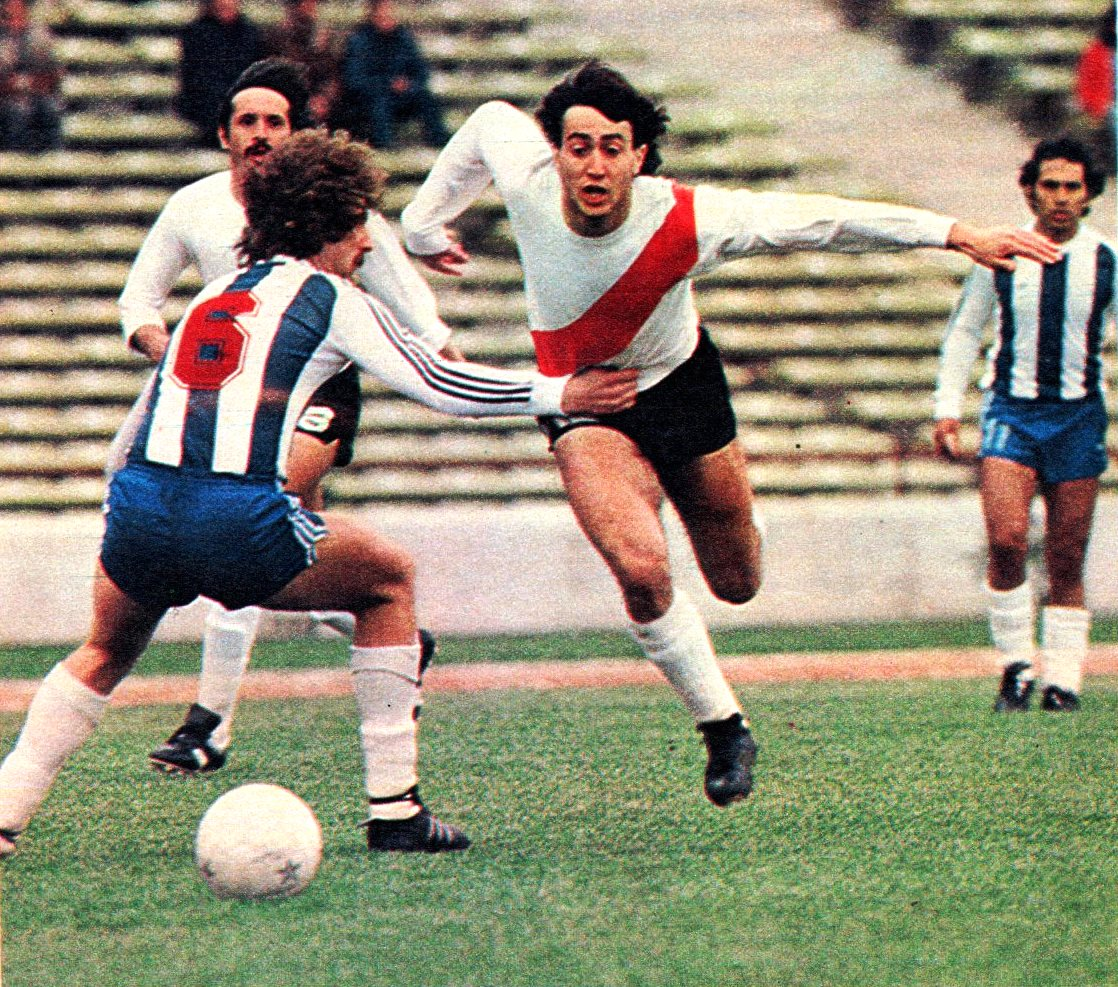
Disputando la pelota ante la marca de Víctor Binello, de Talleres, en 1980.

En 1980, River consigue el tricampeonato con la conquista del Metropolitano. El Beto tiene una aparición más resaltante en el Nacional, sin embargo, y como goleador del equipo: su presencia en la fase eliminatoria no decepciona, pero a pesar de sus dos goles, queda eliminado en cuartos de final ante Newell's Old Boys, tras un infame partido de vuelta.
Un año más tarde ganaría también el Torneo Nacional de 1981, pero tras enfrentarse con el entonces técnico Alfredo Di Stéfano, fue privado de disputar la final del campeonato.
Más tarde, tendría nuevamente problemas, esta vez con el presidente de River, Rafael Aragón Cabrera. Tras conocer su plan de renovar el plantel, y sabiendo que una de sus acciones fue desvincular a Ángel Labruna, fiel mentor del Beto, pidió ser traspasado. Finalizó esta segunda etapa en River con 64 goles en 162 partidos.

### Vélez Sarsfield (1981-1983)

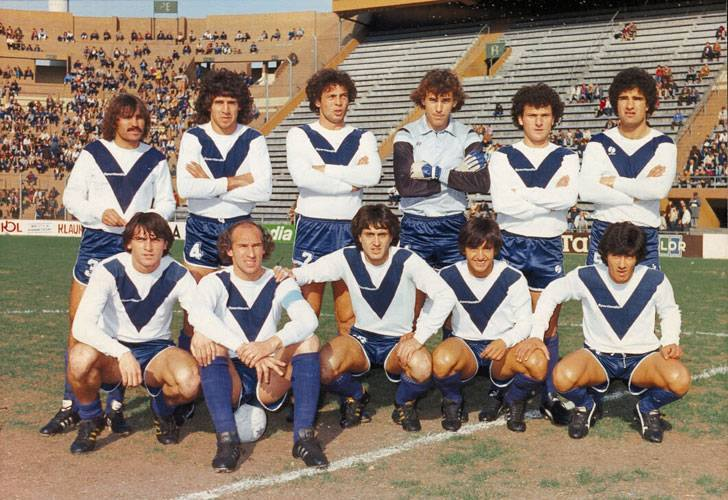
Equipo de Vélez en 1983. Alonso, en el medio de la fila hincada.

En el club de Liniers mantuvo su alto nivel de juego, aunque las sucesivas lesiones que le generaban su físico y estilo de juego lo dejaba muchas veces fuera del equipo. En el Metropolitano 1982 se produjo un hecho histórico, cuando Alonso le convirtió a su exequipo en el triunfo fortinero por 3 a 2 en el Estadio Monumental. El gol de cabeza, a su excompañero Ubaldo Fillol, es considerado por muchos como el primer gol no gritado de la historia del fútbol argentino. La hinchada de River aplaudió al mediapunta zurdo, a modo de queja frente a la dirigencia por dejarlo ir unos meses antes.
Entrado 1983 fue el máximo goleador del Nacional por parte de Vélez, con seis goles, pero el equipo no tuvo un gran desempeño y perdió en octavos frente a River. En el Metropolitano finalizaría en cuarta posición, con 44 puntos, a cuatro del campeón, y así se despidió de Vélez, donde jugó 73 partidos y convirtió 17 goles a lo largo de dos años y cuatro torneos.

### Tercera etapa en River (1984-1987)

#### Último tramo previo a la idolatría
Se dio en 1984 su tercer retorno a River de la mano del recientemente electo presidente de la institución, Hugo Santilli, quien había pregonado la vuelta de Alonso uno de los ejes de su campaña electoral. El miércoles 18 de marzo se llevó a cabo un partido amistoso con Racing en el Monumental para presentar al Beto, con el campeonato ya arrancado.

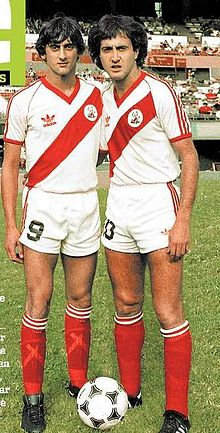
Francescoli y Alonso en 1984.

Durante el Torneo Nacional, convierte en ambos partidos de la semifinal ante San Lorenzo, pero River cae en la final ante Ferro con un contundente 4-0 global en contra. En el Metropolitano se coloca como vicegoleador, detrás de la imponente campaña de Enzo Francescoli, y se recuerda su doblete a Boca por la fecha 32, en la victoria 4-1. River terminó cuarto, pero muy lejos del campeón.
En 1985, River encara el Torneo Nacional 1985 con chances de campeonar, pero cae en la ronda de perdedores ante Vélez, que avanza a la final por el título. En aquel mismo año, sin embargo, empieza la etapa más gloriosa de River, y de la carrera del Beto. 

#### Campeón local, continental, y del mundo
Durante la siguiente temporada, River disputa el Campeonato de 1985-86 y la Copa Libertadores de 1986. El torneo es rápidamente liquidado a favor del millonario, con un nuevamente estelar Francescoli, y las actuaciones de Claudio Morresi y Luis Amuchástegui, que despejan las dudas del campeón con cinco jornadas de antelación, récord del fútbol argentino.
En la fecha 36, un 6 de abril de 1986, Alonso tiene su último enfrentamiento ante Boca por torneos locales, al cual vence con dos goles en condición de visitante: el primero, el recordado cabezazo con el que mandó a guardar la «pelota naranja», ante la salida del arquero Hugo Gatti, y el segundo, de tiro libre, tras un desvío. Previamente, River dio la vuelta olímpica en La Bombonera, en modo de festejo.
La Libertadores de aquel año comenzó con un empate a uno en cancha de Boca, pero River vencería contundentemente a Peñarol y Montevideo Wanderers en las siguientes cuatro jornadas, asegurando su clasificación. Actuando como local, el Beto Alonso se lució en ambos partidos, especialmente ante este último rival, al cual le acertó un exquisito gol de tiro libre, rememorando su calidad en la pelota parada. 
Marcó su último gol por torneos locales un 24 de agosto de 1986, en la séptima jornada del torneo 1986-87  ante Temperley, partido que terminó de dar vuelta con un doblete, para la victoria 3-1.
Tras vencer al clásico rival en la última jornada, River clasifica a la segunda fase del torneo, en donde compartiría un triangular con Argentinos Juniors y Barcelona de Ecuador. Tras el empate ante Argentinos como visitante, y las goleadas en Ecuador y Argentina ante Barcelona, River parecía tener sellado su pase, pero una derrota con Argentinos provocó que tuviera que jugar un desempate con motivo de clasificarse a la final. Finalmente, empató a cero con el entonces vigente campeón, y se clasificó a la final de la Libertadores gracias a la diferencia de gol.

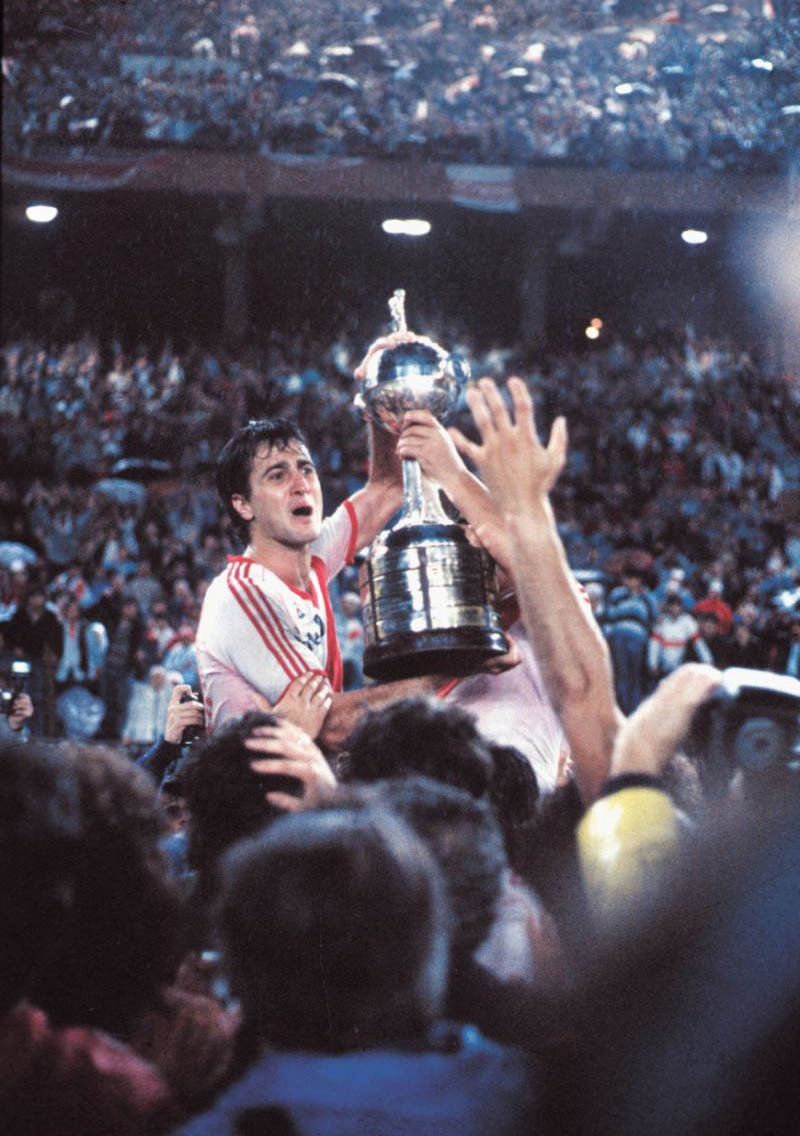
Alonso con la Copa Libertadores.

En el partido de ida ante América, Alonso marcó el 2-0 parcial en el Pascual Guerrero de Cali de volea, y el último gol de su carrera. Con el gol de Juan Gilberto Funes en la vuelta, River se adjudicó la esquiva Copa Libertadores frente a su gente, y el Beto finalmente se alzó con la Copa tras su desencanto en 1976.
Gracias a la conquista del máximo torneo continental, River obtuvo su boleto a la vigésimo quinta Copa Intercontinental. El partido se disputó el 14 de diciembre de 1986 en Japón, frente al Steaua de Bucarest de Rumania, campeón de la Copa de Europa de la temporada 1985-86 ante el Barcelona.
El encuentro, de carácter engorroso, finalizó 1-0 a favor del conjunto millonario. El gol, marcado por Antonio Alzamendi, provino de una asistencia del Beto Alonso, tras una avivada al sacar rápido un tiro libre que dejó a la defensa rumana perpleja.
Aquel sería el último partido de la carrera de Norberto Alonso, que dio por sentada su tercera etapa en el millonario con 75 partidos y 24 goles, para un total de 160 en 421 disputas.

#### Partido despedida
Se retiró ante más de 80.000 fanáticos en el Estadio Monumental el 13 de junio de 1987, en lo que constituye el primer y al día de hoy más multitudinario partido despedida en el fútbol argentino.

## Selección de Argentina
Participó con la selección argentina sub-18 del Torneo Juvenil de Cannes, disputado en 1972. Alonso disputó los tres partidos de la competición, anotando un gol y siendo elegido como el mejor jugador del torneo, pero cayó ante la selección brasileña en la final 2-1.

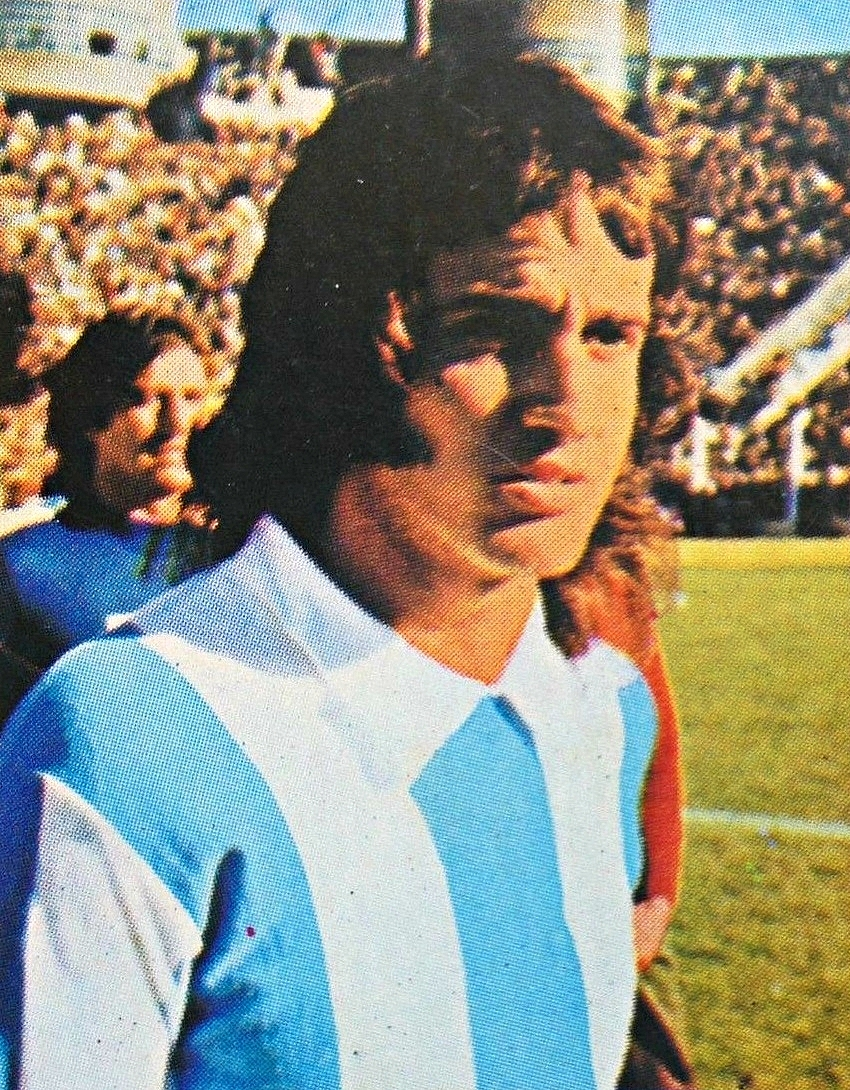
Alonso en 1973 con la selección.

Su debut en la selección absoluta se produjo el 11 de octubre de aquel mismo año, en un partido ante su similar de España, con derrota por la mínima. No obstante, su siguiente partido es de los más recordados en su paso por la selección, producto de ejecutar un admirable tiro libre que se coló por un ángulo frente a Alemania Federal, en un partido ganado por Argentina 3 a 2.
Catapultado por su rendimiento en River, se ubicó en el radar del equipo que disputaría el próximo mundial en 1974. A pesar de ello, quedó excluido de la selección por el entrenador Omar Sívori por un problema de glucemia en la sangre que lo tuvo alejado de las canchas.
César Luis Menotti lo convocó a la selección en 1975 para un amistoso contra Uruguay, partido que ganó con gol suyo, pero durante los siguientes años fue rara la vez en donde fue llamado para integrar las convocatorias del técnico. Aun así, debido un gran clamor mediático y popular, lo incluyó en la lista mundialista y dejó afuera de la lista a un joven Diego Maradona, de cara al Mundial que iba a celebrarse en Argentina.
Aunque no estaba entre los preferidos del entrenador, que apostaba por sus habituales José Daniel Valencia y Ricardo Julio Villa, estuvo presente en el equipo que ganó la Copa Mundial de 1978. Jugó los dos primeros partidos contra Hungría, en el cual ingresó por Valencia y fue vital para el triunfo en el debut con un pase gol de taco a Leopoldo Luque, que chocó con el arquero permitiendo la conversión de rebote de Daniel Bertoni para el 2-1 final. Volvió a ingresar contra Francia, pero una lesión lo dejó fuera del equipo hasta el enfrentamiento con Brasil en la segunda rueda. Aún no recuperado, no participó de los últimos partidos contra Perú y Países Bajos. 

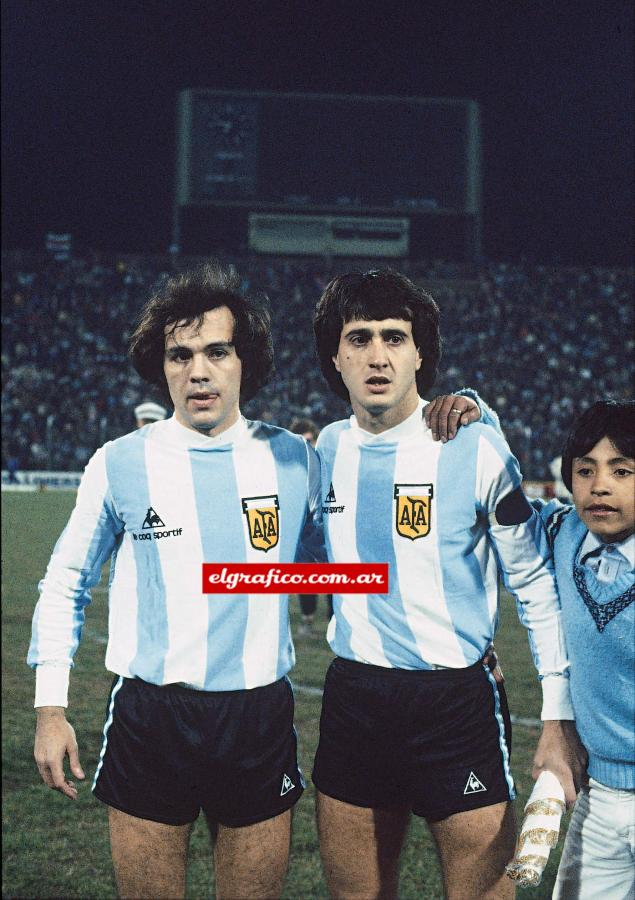
Junto a Alejandro Sabella en su último partido con la albiceleste.

Tras la obtención de la Copa del Mundo, Alonso terminó enemistado con Menotti, por lo que no sería convocado nuevamente hasta 1983, cuando volvió a jugar algunos partidos en la selección de Carlos Salvador Bilardo. Fue el autor del primer gol de su ciclo, en el empate a dos ante Chile, con el que se inició la etapa del Narigón al frente del equipo nacional argentino.
Alonso disputó tres partidos más con la camiseta argentina, hasta que el 21 de julio de aquel año selló su paso por la selección con un empate sin goles ante la selección paraguaya.

### Participaciones con la selección nacional

#### En la Copa Mundial
| Torneo                         | Sede      | Resultado | Partidos | Goles | Asistencias |
| ------------------------------ | --------- | --------- | -------- | ----- | ----------- |
| Copa Mundial de Fútbol de 1978 | Argentina | Campeón   | 3        | 0     | 1           |

## Perfil de jugador

### Estilo de juego
Alonso fue una de las apariciones fulminantes del fútbol argentino. Jugador de estilo exquisito y fantasista, zurdo o ambidiestro, reunió un extraordinario conjunto de virtudes: habilidad, panorama, dominio de los efectos para una excepcional pegada, salto y cabezazo. Participaba del armado del juego y llegaba a definir. Excompañeros, rivales, directores técnicos y periodistas han ubicado las condiciones naturales de Alonso a la altura de los mejores futbolistas de la historia. Fue un eximio ejecutante de pelota parada. Marcó 29 goles por torneos oficiales de tiro libre y se ubica el quinto lugar entre los argentinos con más goles por ese medio en la historia tras Maradona, Lionel Messi, Manuel Pelegrina y Daniel Passarella. Anotó otros 47 de tiro penal, ubicándose tercero en la historia argentina tras Carlos Babington y Passarella y ostenta el tercer mejor promedio de conversiones entre quienes patearon más de 40 penales detrás de Orestes Omar Corbatta y Babington. En divisiones inferiores era puntero izquierdo, pero poco después de su debut, por sus características, Didí lo ubicó en el puesto donde se consagró, como número diez. Más avanzada su carrera, llegó a ocupar puestos de media punta y punta. Al principio se lo criticaba su excesivo individualismo y que a veces teatralizaba a partir de las constantes infracciones que le cometían, pero fue ganando en madurez y consolidando su personalidad.

### Citas sobre Alonso

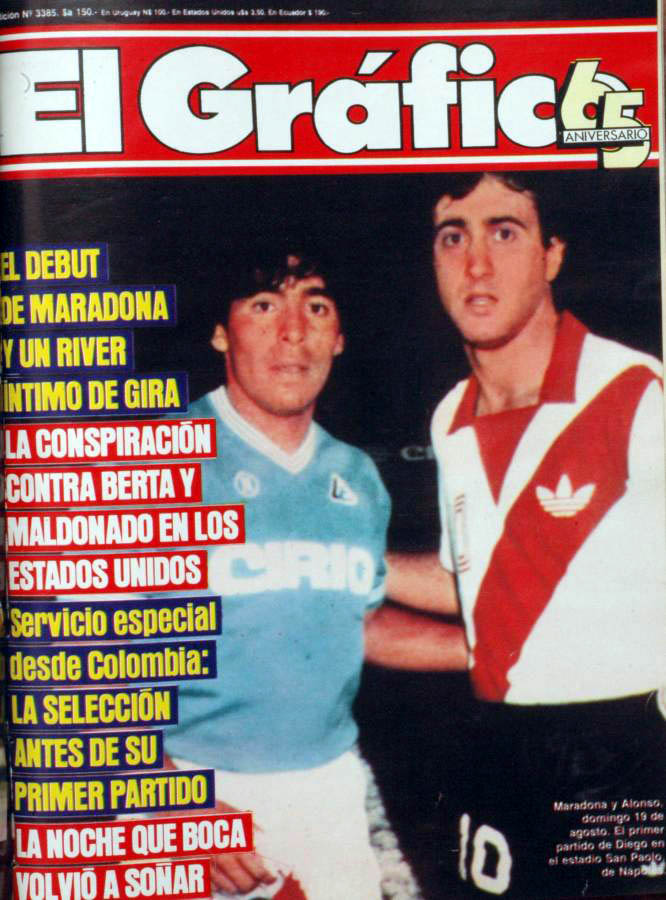
Maradona y Alonso juntos en la portada de El Gráfico, año 1984.

El fútbol…¿Qué es el fútbol? Señores, esto: un pibe que juega como Alonso. Eso es el fútbol.
Osvaldo Ardizzone.

En este momento los mejores jugadores del mundo son Teófilo Cubillas, Günter Netzer y Norberto Alonso. Dicen que Alonso es una fija para mi, pero la verdad es que con la pierna izquierda hace cosas que yo en mi mejor forma no lograba hacer. Enrique Omar Sivori, director técnico de la selección en 1973, tras el triunfo de Argentina sobre Alemania por 3-2 en Munich.

Nunca lo culpé a Beto por tener que salir de la selección en el '78, él estaba pasando por un momento excepcional, y si venía, yo me tenía que ir. Para mi debió ser titular, era una realidad y lo digo como público, de la misma manera que salí a festejar después de ganarle a Holanda. Al equipo le faltaba algo y Beto se lo podìa dar, no se, eso solamente lo podrá explicar el Flaco Menotti algún día.
Diego Maradona

Hablan de Maradona y de Messi, y yo pienso que los dos son jugadores fantásticos. Enfrenté a Maradona, pero no a Messi... Y yo aprovecho para destacar a un tercer jugador argentino, que fue el Beto Alonso. Era 10 también, y para mí era un futbolista extraordinario. Después de Maradona y Messi, el mejor argentino que vi fue el Beto Alonso.
Paulo Roberto Falcão

Voy a decir quiénes fueron, para mí, los jugadores más elegantes de la historia. No atiendan al orden. Primero nombraré al “Beto” Alonso, jugador de River Plate de los años setenta que era Nureyev jugando al fútbol. Muchos jóvenes no sabrán de qué estoy hablando y lo siento por ellos. Luego a Zinedine Zidane, al que bastaba ver controlando un balón para que el fútbol se elevara hasta lo artístico. Y no puede faltar Beckenbauer, representado siempre con un frac impecable, porque su fútbol no manchaba.
Jorge Valdano

Los mejores número diez que vi en mi vida fueron Rivelino, el Beto Alonso, Maradona y Platini. Cada uno con lo suyo: la simplicidad de Platini, el cambio de ritmo de Maradona, la elegancia de Alonso y el panorama y la pegada de Rivelino.
Néstor Gorosito

Alonso no fue Diego (Maradona) porque existió Diego.
Jorge Rinaldi

River fue una máquina de hacer goles. Cada vez que la amasaba Alonso con esa zurda que es aguja de tejer crochet y cucharón, bisturí de cirujano y sable de esgrimista, capa de torero y pincel de artista, Stradivarius y computadora electrónica, un frío paralizante recorría la médula espinal del estadio. Temblábamos todos, con esa excitación que produce el fútbol sutil y penetrante, vistoso y positivo, del que tantas veces hemos disfrutado en ese miso escenario, cuando la casaca número diez de River tenía otro relleno humano (Moreno, Labruna, Sívori) y la misma capacidad de transmisión vital para las tribunas y la red. Cuando Alonso se encontraba con Morete y Morete entraba como una tromba, pisando rivales y sacudiendo remates mortíferos, el estadio explotaba en mil pedazos.
Julio César Pasquato (Juvenal), crónica del partido River 7 - Independiente 2 del año 1972 para la revista El Gráfico

Alonso marcó una época fantástica en River y por eso todavía es ídolo. Yo lo dirigí en Vélez; siempre me gustó ese tipo de jugadores. No por nada me llevé a Boca a Marito Zanabria, que era una réplica del Beto.
Juan Carlos Lorenzo

River tiene una tradición que hicieron los hombres, una tradición que no se compra y que es historia: Siempre tuvo un personaje: Bernabé, Pedernera, el Charro Moreno, Labruna, Sívori, Ermindo... Vi a varios de ellos y me doy cuenta que el enamoramiento con la zurda de Alonso fue distinto. A todos. A Onega y aún a Labruna. ¿Sabés porqué? El fue ídolo antes de ser campeón, la gente lo tomó como bandera desde el primer día que la vio. Me acuerdo bien, si el equipo perdía quedaba una alternativa, gritar Alonso, Alonso...
Cesar Luis Menotti

En esa Copa (de 1986) entró a tirar unos pelotazos tremendos Alonso, que aparte de su calidad fue uno de los futbolistas más valientes que conocí. Un ganador nato.
Héctor Veira

Cuando crecí, mi gran ídolo fue Norberto Alonso. Grandioso el Beto, uno de los mejores diez que pisó el mundo. Con Pelé y Maradona ahí" … "Una vez estuve con el Beto y le dije que El anillo del Capitán Beto no la había compuesto pensando en él. ¿Cómo le iba a mentir? No se puede gambetear a un 10 majestuoso como él"... "Es un mito que ayudó a crear Juan Alberto Badía y está bien que así sea, porque el Beto se merece eso y mucho más. Una sinfonía.
Luis Alberto Spinetta

Sus goles fueron una pintura, una obra de arte en lineas generales. Alonso no hacía goles de 'chiripa', como solía decirse. No eran de casualidad, de rebote, no empujaba la elota sobre la línea de gol. No. Ejecutaba los tiros libres con una técnica asombrosa. Llegaba al área gambeteando o levantando paredes con sus compañeros que tenìan que estar muy atentos para seguirle el ritmo a su inteligencia. Pero al margen de su capacidad goleadora, tambièn fue un líder. Su actitud para jugar los clásicos, para enfrentar a Boca, es algo que siempre se le reconoció. El Beto siempre trató de ir para adelante, jugando igual en cualquier cancha, al margen del rival de turno. No se fijaba en la camiseta que tenía enfrente, se preocupaba por defender como es debido la suya, la de River. Y al armar juego fue un número diez de excepción. Velóz, hábil, con panorama. Por eso digo que bien pudo sobresalir en todas las épocas. No son muchos los futbolistas de quienes se puede decir eso.
Amadeo Carrizo

Fue uno de esos jugadores que rompen el molde. Sin duda, el ídolo mas grande que tiene River. Y puedo dar fe de lo que pasa en todo el país, no hay un lugar en el que no me pregunten por el Beto. Pasó a la eternidad, de eso estoy convencido. El Beto Alonso es eterno en el corazón del hincha de River. Y ni hablar de los que lo vieron jugar. Lo aman.
Ubaldo Fillol

Yo tengo una escala, un ranking personal, en el que el Beto ocupa un lugar entre los mejores 15 jugadores de toda la historia. El primero, para mi, es Cruyff. Y el podio lo completan Messi y Maradona... pero el Beto fue un mounstruo, uno de esos talentosos que le llenaba los ojos a uno. Zurdo, para colmo.
Carlos Morete

De los que yo vi jugar, fue el mayor ídolo de River. Un mounstruo. Si a los 17 ya la rompía en primera y a los 18 era un crack. Crecimos juntos, es un gran amigo, una buena persona. Y a nivel mundial lo tengo ahí arriba, entre los grandes; pero entre los mas grandes de todos eh... Pelé, Maradona, Cruyff, Messi, Di Stefano... el Beto fue un elegido.
Reinaldo Merlo

## Post-retiro

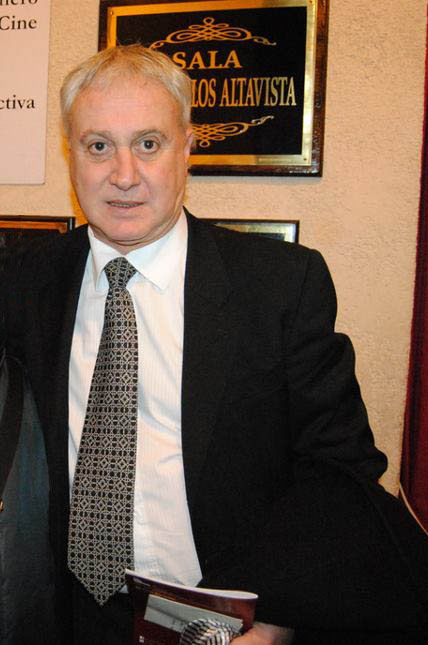
Alonso en 2012.

En 1989 volvió a la escena riverplatense al asumir como mánager de fútbol, colaborando en parte con la obtención del primer Campeonato de la década de 1990 con Reinaldo Merlo y luego Daniel Passarella como técnicos.
En 1990 fue director técnico del Club Atlético Belgrano durante cinco partidos. Ese año le otorgan el Premio Konex como uno de los cinco mejores futbolistas argentinos de la década ya sea a nivel local como internacional. 
Entre 1996 y 1997 trabajó en televisión como panelista en los dos programas de la emisora estatal ATC, primero en Fútbol, pasión de multitudes, conducido por Gustavo Vergara y luego en Fútbol por expertos, con Roberto Perfumo y Osvaldo Pérez. Para 2003 se incorporó al programa La última palabra, conducido por Fernando Niembro.
En 1997 fue candidato a presidente de River Plate por la agrupación Movimiento Proyecto River 97, en el cual obtuvo el 15,96 % de los votos quedándose en segundo lugar. Intentó nuevamente en 2001 involucrarse en la política del club, yendo esta vez como candidato a vicepresidente segundo en la fórmula Santilli-Cuiña, quienes también quedarían en segunda posición. A finales de 2010 incursionó en la vida política nacional, apareciendo junto a Eduardo Duhalde en el lanzamiento de éste para las elecciones presidenciales de 2011. Tras las elecciones presidenciales de River en 2013, Alonso fue nombrado asesor de fútbol del presidente electo, Rodolfo Donofrio.

### Resultados electorales

#### 1997
| Candidato                   | Candidato                   | Agrupación                   | Votos  | %       |
| --------------------------- | --------------------------- | ---------------------------- | ------ | ------- |
|                             | David Pintado               | Frente Cruzada Riverplatense | 4003   | 64,28 % |
|                             | Norberto Alonso             | Movimiento Proyecto River 97 | 994    | 15,96 % |
|                             | Alfredo Bravo               | Alianza Ética Riverplatense  | 668    | 10,73 % |
|                             | Héctor Cavallero            | Alianza para el Cambio       | 544    | 8,64 %  |
| Total de votos válidos      | Total de votos válidos      | Total de votos válidos       | 6209   | 99,61 % |
| Votos nulos y blancos       | Votos nulos y blancos       | Votos nulos y blancos        | 18     | 0,39 %  |
| Total de empadronados       | Total de empadronados       | Total de empadronados        | 28 600 | 28 600  |
| Total de sufragios emitidos | Total de sufragios emitidos | Total de sufragios emitidos  | 6227   | 100 %   |

## Estadísticas

### Como jugador

#### En clubes
| River Plate Argentina | 1.ª             | 1971            | 23  | 3   | — | — | —  | — | 23  | 3   | 0,13 |
| River Plate Argentina | 1.ª             | 1972            | 41  | 21  | — | — | —  | — | 41  | 21  | 0,51 |
| River Plate Argentina | 1.ª             | 1973            | 26  | 9   | — | — | 5  | 2 | 31  | 11  | 0,35 |
| River Plate Argentina | 1.ª             | 1974            | 24  | 7   | — | — | —  | — | 24  | 7   | 0,29 |
| River Plate Argentina | 1.ª             | 1975            | 40  | 28  | — | — | —  | — | 40  | 28  | 0,70 |
| River Plate Argentina | 1.ª             | 1976            | 14  | 1   | — | — | 11 | 1 | 25  | 2   | 0,08 |
| River Plate Argentina | Total 1.ª etapa | Total 1.ª etapa | 168 | 69  | 0 | 0 | 16 | 3 | 184 | 72  | 0,39 |
| Olympique de Marsella Francia | 1.ª             | 1976-77         | 17  | 3   | 1 | 1 | 2  | 0 | 20  | 4   | 0,20 |
| River Plate Argentina | 1.ª             |                 |     |     |   |   |    |   |     |     |      |
| River Plate Argentina | 1.ª             | 1977            | 14  | 6   | — | — | —  | — | 14  | 6   | 0,43 |
| River Plate Argentina | 1.ª             | 1978            | 31  | 23  | — | — | 10 | 0 | 41  | 23  | 0,56 |
| River Plate Argentina | 1.ª             | 1979            | 26  | 13  | — | — | —  | — | 26  | 13  | 0,50 |
| River Plate Argentina | 1.ª             | 1980            | 40  | 15  | — | — | 7  | 0 | 47  | 15  | 0,32 |
| River Plate Argentina | 1.ª             | 1981            | 31  | 6   | — | — | 3  | 1 | 34  | 7   | 0,20 |
| River Plate Argentina | Total 2.ª etapa | Total 2.ª etapa | 142 | 63  | 0 | 0 | 20 | 1 | 162 | 64  | 0,40 |
| Vélez Sarsfield Argentina | 1.ª             | 1982            | 37  | 7   | — | — | —  | — | 37  | 7   | 0,19 |
| Vélez Sarsfield Argentina | 1.ª             | 1983            | 36  | 10  | — | — | —  | — | 36  | 10  | 0,28 |
| Vélez Sarsfield Argentina | Total club      | Total club      | 73  | 17  | 0 | 0 | 0  | 0 | 73  | 17  | 0,23 |
| River Plate Argentina | 1.ª             |                 |     |     |   |   |    |   |     |     |      |
| River Plate Argentina | 1.ª             | 1984            | 36  | 10  | — | — | —  | — | 36  | 10  | 0,28 |
| River Plate Argentina | 1.ª             | 1985            | 9   | 3   | — | — | —  | — | 9   | 3   | 0,33 |
| River Plate Argentina | 1.ª             | 1985-86         | 15  | 5   | — | — | —  | — | 15  | 5   | 0,33 |
| River Plate Argentina | 1.ª             | 1986            | 4   | 2   | — | — | 11 | 4 | 15  | 6   | 0,40 |
| River Plate Argentina | Total 3.ª etapa | Total 3.ª etapa | 64  | 20  | 0 | 0 | 11 | 4 | 75  | 24  | 0,32 |
| River Plate Argentina | Total club      | Total club      | 374 | 152 | 0 | 0 | 47 | 8 | 421 | 160 | 0,38 |
| Total en clubes | Total en clubes | Total en clubes | 464 | 172 | 1 | 1 | 49 | 8 | 514 | 181 | 0,35 |
| (1) La copa nacional se refiere a la Copa de Francia (1976-77). (2) La copa internacional se refiere a la Copa Libertadores (1973-86), Recopa de Europa (1976-77) y Copa Intercontinental (1986). (3) Promedio de goles por partido, no incluye partidos amistosos. |                 |                 |     |     |   |   |    |   |     |     |      |

#### Selección
| Selección            | Año                  | Amistosos | Amistosos | Torneo de Cannes | Torneo de Cannes | Mundial | Mundial | Total | Total | Media goleadora |
| Selección            | Año                  | Part.     | Goles     | Part.            | Goles            | Part.   | Goles   | Part. | Goles | Media goleadora |
| -------------------- | -------------------- | --------- | --------- | ---------------- | ---------------- | ------- | ------- | ----- | ----- | --------------- |
| Sub-18 Argentina     | 1972                 | —         | —         | 3                | 1                | —       | —       | 3     | 1     | 0,33            |
| Absoluta Argentina   | 1972                 | 4         | 0         | —                | —                | —       | —       | 4     | 0     | 0,00            |
| Absoluta Argentina   | 1973                 | 6         | 1         | —                | —                | —       | —       | 6     | 1     | 0,17            |
| Absoluta Argentina   | 1975                 | 1         | 1         | —                | —                | —       | —       | 1     | 1     | 1,00            |
| Absoluta Argentina   | 1976                 | 1         | 0         | —                | —                | —       | —       | 1     | 0     | 0,00            |
| Absoluta Argentina   | 1978                 | 1         | 1         | —                | —                | 3       | 0       | 4     | 1     | 0,25            |
| Absoluta Argentina   | 1983                 | 4         | 1         | —                | —                | —       | —       | 4     | 1     | 0,25            |
| Absoluta Argentina   | Subtotal             | 17        | 4         | 0                | 0                | 3       | 0       | 20    | 4     | 0,20            |
| Total en selecciones | Total en selecciones | 17        | 4         | 3                | 1                | 3       | 0       | 23    | 5     | 0,22            |

#### Resumen estadístico
|                             | Partidos | Goles | Promedio |
| --------------------------- | -------- | ----- | -------- |
| Liga                        | 464      | 172   | 0,37     |
| Copas nacionales            | 1        | 1     | 1,00     |
| Copas internacionales       | 49       | 8     | 0,16     |
| Selección juvenil argentina | 3        | 1     | 0,33     |
| Selección argentina         | 20       | 4     | 0,2      |
| Total                       | 537      | 186   | 0,35     |

#### Actuaciones destacadas
Partidos en los cuales hizo tres o más goles, sin contar amistosos.
| 1 | 20 de febrero de 1972 | Monumental        | River Plate - Vélez Sarsfield         | PTL | 5 - 3 | Campeonato Metropolitano 1972 |
| 2 | 29 de octubre de 1972 | Monumental        | River Plate - Independiente de Trelew | P   | 8 - 0 | Campeonato Nacional 1972      |
| 3 | 14 de abril de 1978   | Tomás Adolfo Ducó | River Plate - Chacarita Juniors       | P   | 4 - 1 | Campeonato Metropolitano 1978 |
| 4 | 9 de julio de 1980    | Monumental        | River Plate - All Boys                |     | 5 - 0 | Campeonato Metropolitano 1980 |

### Como entrenador
| Equipo                        | Torneo     | Temporada | Estadísticas | Estadísticas | Estadísticas | Estadísticas | Estadísticas | Estadísticas | Estadísticas | Estadísticas | Estadísticas |
| Equipo                        | Torneo     | Temporada | PD           | G            | E            | P            | GF           | GC           | DG           | Puntos       | % Efect.     |
| ----------------------------- | ---------- | --------- | ------------ | ------------ | ------------ | ------------ | ------------ | ------------ | ------------ | ------------ | ------------ |
| Belgrano de Córdoba Argentina | Nacional B | 1990-91   | 5            | 1            | 1            | 3            | 5            | 7            | -2           | 4/15         | 26,67 %      |
| Belgrano de Córdoba Argentina | Total      | Total     | 5            | 1            | 1            | 3            | 5            | 7            | -2           | 4/15         | 26,67 %      |

### Como mánager
| Club        | País      | Año  |
| ----------- | --------- | ---- |
| River Plate | Argentina | 1989 |

## Palmarés

### Campeonatos nacionales
| Título           | Equipo      | País      | Año     |
| ---------------- | ----------- | --------- | ------- |
| Primera División | River Plate | Argentina | M-1975  |
| Primera División | River Plate | Argentina | N-1975  |
| Primera División | River Plate | Argentina | M-1979  |
| Primera División | River Plate | Argentina | N-1979  |
| Primera División | River Plate | Argentina | M-1980  |
| Primera División | River Plate | Argentina | N-1981  |
| Primera División | River Plate | Argentina | 1985-86 |

### Campeonatos internacionales
| Título                  | Equipo                 | Sede         | Año  |
| ----------------------- | ---------------------- | ------------ | ---- |
| Copa Mundial de la FIFA | Selección de Argentina | Argentina    | 1978 |
| Copa Libertadores       | River Plate            | Buenos Aires | 1986 |
| Copa Intercontinental   | River Plate            | Tokio        | 1986 |

### Distinciones individuales
| Distinción | Año  |
| --- | ---- |
| Mejor jugador del Torneo Juvenil de Cannes | 1972 |
| Equipo ideal del Campeonato Metropolitano por El Gráfico | 1972 |
| Equipo ideal del año en la Primera División de Argentina por El Gráfico | 1972 |
| 7.º mejor futbolista del año en Sudamérica | 1972 |
| Mejor futbolista argentino en el mundo | 1972 |
| Máximo goleador de River Plate en la Copa Libertadores (compartido) | 1973 |
| Mejor jugador del Campeonato Metropolitano por El Gráfico | 1975 |
| Equipo ideal del Campeonato Metropolitano por El Gráfico | 1975 |
| 2.º mejor futbolista del año en Sudamérica | 1975 |
| Mejor futbolista argentino en el mundo | 1975 |
| 7.º mejor futbolista del año en Sudamérica (compartido) | 1976 |
| 2.º mejor futbolista argentino en el mundo (compartido) | 1976 |
| Máximo goleador de River Plate en el Campeonato Nacional | 1977 |
| Máximo goleador de River Plate en el Campeonato Metropolitano | 1978 |
| Jugador con mayor promedio de gol en el Campeonato Metropolitano (1,07) | 1978 |
| Máximo goleador de River Plate en el Campeonato Nacional (compartido) | 1978 |
| Máximo goleador de River Plate en el Campeonato Metropolitano | 1979 |
| Mejor jugador del Campeonato Metropolitano por El Gráfico | 1981 |
| Equipo ideal del año en la Primera División de Argentina por El Gráfico | 1981 |
| 4.º futbolista más virtuoso en la historia del fútbol en Argentina según El Gráfico | 1989 |
| Premio Konex: diploma al mérito en la categoría de fútbol como uno de los 5 mejores futbolistas argentinos de la década | 1990 |
| Premio Clarín: Trayectoria deportiva; incluido entre los mejores "número diez" de la historia en Argentina | 2010 |
| Mención de honor Domingo Faustino Sarmiento en reconocimiento a la trayectoria y aporte social por el Senado de la Nación Argentina. Presentado como "uno de los mas grandes y exquisitos futbolistas de todos los tiempos" | 2012 |
| Personalidad destacada en el deporte por la Legislatura de la Ciudad de Buenos Aires | 2014 |

## Filmografía
Fue entrevistado para el filme documental estrenado en 2019 River, el más grande siempre que narra la historia del club.
El actor Hani Hatip interpreta al personaje de Alonso en el segundo capítulo de la serie Maradona, sueño bendito, difundida por Amazon Prime Video y Canal 9 (Buenos Aires) en 2021.